# Tacuba (El Salvador)
Tacuba es un distrito del municipio de Ahuachapán Centro del departamento de Ahuachapán, El Salvador. Tiene una población estimada de 31 208 habitantes según el censo salvadoreño de 2024.
| Censo | Población | Cambio | Porcentaje |
| ----- | --------- | ------ | ---------- |
| 2007  | 29 858    | N/D    | N/D        |
| 2024  | 31 208    | 1 350  | 4.5%       |

## Historia
El poblado es de origen precolombino pipil. En 1549, durante la colonización española, pertenecía a la jurisdicción de la alcaldía mayor de Sonsonate que a su vez formaba parte de la Capitanía general de Guatemala. En ese tiempo tenía unos 500 habitantes. Ya en 1770 era parte del curato de Ahuachapán y tenía unos «996 indios distribuidos en 351 familias», según describía Pedro Cortés y Larraz. Para 1773 su iglesia acabó derruida por los terremotos de Santa Marta.

### Pos-independencia
En la época republicana, Tacuba pasó al departamento de Sonsonate.
En el informe de mejoras materiales del 12 de octubre de 1854 el gobernador Tomás Medina, notó: "Los caminos que le corresponden han sido compuestos."
En el informe del gobernador del departamento de Santa Ana, Teodoro Moreno, hecho en el 31 de diciembre de 1858, se informó que se construyó una casa cural pajiza y otra para la escuela de primeras letras; se hizo un potrero de como tres caballerías para sus labranzas y se había mejorado la calle principal.
El alcalde electo para el año de 1863 era el señor don Antonio Galicia.
En el año de 1867, el sector agrícola del municipio produjo 300 quintales de café (procedentes de 1 finca de café), 75 quintales de mascabado y 50 arrobas de azúcar.
En 1869 se anexó al departamento de Ahuachapán. En 1890 su población ascendía a 3 340 habitantes. Por decreto legislativo de 1907, a Tacuba se le segregaron los cantones La Soledad, La Hachadura, Cara Sucia y Garita Palmera, para formar el pueblo de San Francisco Menéndez. El 22 de abril de 1915 obtuvo el título de villa. La población fue uno de los escenarios del Levantamiento campesino de 1932.
En el 23 de diciembre de 1944, a propuesta del Gobernador de Ahuachapán, el poder ejecutivo acordó conferir el nombramiento de alcalde a don Oscar Castaneda en lugar de don Joaquín Aristondo hijo.
El 28 de junio de 1996, en la ciudad de Tacuba, fue detenido junto a otras cuatro personas el señor Alfonso Castro Herrera, presidente de la “junta de vecinos" del pueblo. Cuando el alcalde convocó a una reunión especial para "discutir la señalización vial" en la sede de la Policía Nacional Civil (PNC), la detención se realizó de manera engañosa. El Sr. Castro Herrera y otros miembros fueron acusados de "atentado, desacato y abuso de lugares públicos" luego de que la mayoría de la gente en el área se negara a pagar los recibos de la Asociación Nacional de Acueductos y Alcantarillados (ANDA). Los pobladores de este lugar afirmaban que Tacuba era: el último municipio del país, ubicado en la parte occidental de Ahuachapán. Debido a una carretera en pésimo estado, Tacuba está semi-aislado y rodeado de cantones y caseríos, cuando la gente decidió administrar el agua, fue escenario de disturbios civiles todo esto dio paso a la creación de la empresa local que administra el servicio de agua potable y alcantarillado  (EMSAGUAT)
En 1998 nuevamente el agua pasa a ser administrada por la municipalidad y la tarifa es clasificada en dos categorías: los usuarios que pagan 15 colones, USD 1. 71 y los que pagan 10 colones, USD 1.14, registrados por medio de un recibo, dándole al sistema un ordenamiento mínimo. 
El 10 de junio de 1999 Tacuba obtuvo su título de ciudad durante la administración de Alfonso Castro Herrera.
El 8 de junio de 2001, se establece un nuevo convenio entre la municipalidad y ANDA en donde se otorga a EMSAGUAT la administración durante 5 años, pero con una administración financiera desde la alcaldía y adquiere el compromiso de aplicar capacidad y eficiencia en la administración, de lo contrario dicha administración sería entregada nuevamente al ANDA.
En el período de 2000 a 2003, durante el gobierno del Señor Moisés Abarca, se inicia el proceso de descentralización del agua de la municipalidad a la EMSAGUAT, amparado en el nuevo decreto gubernamental de ANDA en la descentralización del agua potable en 1991.
En el 3 de octubre de 2018, a iniciativa de los Diputados Damián Alegría, Ana Marina Alvarenga Barahona y Yohalmo Edmundo Cabrera Chacón, la Asamblea Legislativa declaró al Municipio de Tacuba Territorio de Comunidades Indígenas; a la vez, decretó que el estado "tomará en consideración la declaración (...) para darle prioridad al mantenimiento y desarrollo de las prácticas y costumbres ancestrales en función de promover y garantizar los derechos culturales, económicos y sociales de las comunidades indígenas del Municipio de Tacuba." El decreto es sancionado por el presidente Salvador Sánchez Cerén en el 19 de octubre.

## Toponimia
Para explicar el topónimo «Tacuba», existen algunas versiones: el de «grandes jugadores de pelota», que proviene de las voces: Tashiti (juego de pelota); y Cuihua (destreza); y también: «Patio o campo del juego de pelota»,«Serpiente de la pelota», «Pelota diestra», «Lugar de mimbres», o «Lugar sobre mimbres», «Tierra de juncos» y «Tierra florida». En 1806 el poblado era conocido como Santa María Magdalena de Tacuba.

## Geografía y división administrativa
El municipio tiene un área de 149,98 km² y cabecera una altitud de 710 m s. n. m. Se encuentra asentada en la Sierra Apaneca-Ilamatepec. Su demarcación comprende los cantones: Agua Fría, El Chagüito, El Jícaro, El Níspero, El Rodeo, El Rosario, El Sincuyo, La Montaña, La Pandeadura, La Puerta, Loma Larga, Monte Hermoso, San Juan, y San Rafael.

## Cultura y turismo
Las fiestas patronales de Tacuba se celebran en el mes de julio en honor a Santa María Magdalena. Entre los atractivos del municipio se encuentran las ruinas del antiguo templo católico construido a principios del siglo XVII, el cual terminó derrumbado por los terremotos de 1773. También existe la práctica del senderismo, ya que el  Parque nacional El Imposible. también forma parte del municipio.

### Otras fuentes
- Expresiones culturales del municipio de Tacuba (enlace roto disponible en Internet Archive; véase el historial, la primera versión y la última).
- Instituto Geográfico Nacional (1986). Diccionario Geográfico de El Salvador, Tomo II, L-Z. San Salvador: Talleres Litográficos del Instituto Geográfico Nacional.

- Datos: Q1283898